# Lista monumentelor istorice din județul Prahova - N

Simbol utilizat pentru monumentele istorice

Lista monumentelor istorice din județul Prahova - N cuprinde monumentele istorice înscrise în Patrimoniul cultural național al României și aflate în localități din județul Prahova al căror nume începe cu litera N. 
Lista completă este menținută și actualizată periodic de către Ministerul Culturii, Cultelor și Patrimoniului Național din România, prin intermediul Institutului Național al Patrimoniului, ultima versiune datând din 2015. Această listă cuprinde și actualizările ulterioare, realizate prin ordin al ministrului culturii.
Puteți căuta un monument din județul Prahova folosind formularul de mai jos sau puteți naviga prin toate monumentele din județ la lista monumentelor istorice din județul Prahova.
| Cod LMI                          | Denumire                       | Localitate                              | Localizare                            | Datare, Creatori                      | Imagine               | Erori             |
| -------------------------------- | ------------------------------ | --------------------------------------- | ------------------------------------- | ------------------------------------- | --------------------- | ----------------- |
| PH-II-m-A-16543 (RAN: 132663.01) | Biserica de lemn „Sf. Dumitru” | sat Nucet; comuna Chiojdeanca           | 145                                   | 1774                                  | Încarcă foto \| video | Raportează eroare |
| PH-II-m-B-16544                  | Casa Elena Porcică             | sat Nucșoara de Jos; comuna Posești     | 287                                   | 1901                                  | Încarcă foto \| video | Raportează eroare |
| PH-II-a-B-16545                  | Ansamblul rural                | sat Nucșoara de Jos; comuna Posești     | Delimitare cf. PUG avizat             | a doua jum. a sec. XIX - înc. sec. XX | Încarcă foto \| video | Raportează eroare |
| PH-II-m-B-16546                  | Casa Ilie Stoica               | sat Nucșoara de Jos; comuna Posești     | 95                                    | 1918                                  | Încarcă foto \| video | Raportează eroare |
| PH-II-m-B-16547                  | Casa Nicolae Corcodel          | sat Nucșoara de Jos; comuna Posești     | 212                                   | 1910                                  | Încarcă foto \| video | Raportează eroare |
| PH-II-m-B-16548                  | Casa Ion Grigore               | sat Nucșoara de Jos; comuna Posești     | 241                                   | mijl. sec. XX                         | Încarcă foto \| video | Raportează eroare |
| PH-II-m-B-16549                  | Casa Gheorghe Cioc             | sat Nucșoara de Jos; comuna Posești     | 243                                   | înc. sec. XX                          | Încarcă foto \| video | Raportează eroare |
| PH-II-m-B-16550                  | Casa Toma Tănăsescu            | sat Nucșoara de Jos; comuna Posești     | 268                                   | sf. sec. XIX                          | Încarcă foto \| video | Raportează eroare |
| PH-II-m-B-16551                  | Casa Rodica Spătaru            | sat Nucșoara de Jos; comuna Posești     | 436                                   | sf. sec. XIX-înc. sec. XX             | Încarcă foto \| video | Raportează eroare |
| PH-IV-m-B-16912                  | Cruce de pomenire, din piatră  | sat Nedelea; comuna Ariceștii Rahtivani | 47, în curtea Grupului Școlar Special | sec. XIX                              |                       | Raportează eroare |
| PH-IV-m-B-16913                  | Cruce de pomenire, din piatră  | sat Nucșoara; comuna Posești            | Pe drumul Nucșoara-Valea Plopului     | 1804                                  | Încarcă foto \| video | Raportează eroare |